# Iztok Belehar
Iztok Belehar, slovenski smučarski učitelj in demonstrator, alpinist in univerzitetni športni učitelj, * 27. december 1941, Ljubljana , † 24. junij 2024, Kranj.

## Življenje in delo
Rodil se je učiteljski družini, ki se je po vojni iz Ljubljane preselila v Kranj. Oče Anton je bil pred vojno solastnik planinske koče na Zelenici, po vojni pa je v kranjskem planinskem društvu prevzel skrbništvo Češke koče na Jezerskem. Iztok je bil v šolskih letih vsestranski športnik: planinec, košarkar, rokometaš, atlet. Junija 1962 je z dolžino 7,07 m zmagal v skoku v daljino na slovenskem atletskem prvenstvu v Ljubljani, kar je bil četrti najboljši rezultat dotlej. Po gimnaziji se je vpisal na  Visoko šolo za telesno kulturo v Ljubljani (VŠTK, poljudno DIF). V študentskih letih je igral košarko v kranjskem Triglavu, ki je bil v drugi zvezni Jugoslovanski ligi, in bil košarkarski trener v klubu in v Beljaku. Diplomiral je leta 1966 s temo Vzroki porazov gostujočih moštev pri košarki. Redno službo je dobil na Prešernovi šoli v Kranju in na šoli Helene Puhar, zadnjih dvajset let je bil višji predavatelj telesne kulture na Filozofski fakulteti v Ljubljani. Tu je 1992 dosegel specializacijo s temo Vpliv socialno demografskih karakteristik merjenk na ukvarjanje z alpskim smučanjem: Filozofska fakulteta - ženske. 
Ob študiju in službi se je od 60. let dalje pri kranjskem alpinističnem odseku ukvarjal z alpinizmom in s smučanjem. 1965 je preplezal Pallavicinijev ozebnik v Grossglocknerju, rekordno hitro Čopov steber v Steni, Aschenbrennerjevo smer v Travniku, Zajedo v Šitah, Rumeno zajedo v Koglu, smeri v Centralnih Alpah in v skupini Civetta v Dolomitih, skupaj več sto preplezanih smeri, med njimi tudi nekaj alpinističnih smuških spustov. Pri izstopu iz Peternelove smeri v Severni triglavski steni je čudežno preživel hud padec. 1971 se je udeležil prve slovenske odprave na Istor-o-Nal v pakistanskem Hindukušu. Doma je pomagal pri gradnji Prešernove koče na Stolu in helikopterske ploščadi na Češki koči, bil dežurni reševalec na Krvavcu in reševal ponesrečence tudi drugje doma in v tujini. 
Najbolj je bil priznan kot smučarski učitelj. V sedemdesetih letih je bil član  jugoslovanske demonstratorske vrste, ki je leta 1979 v smučarskem središču Yamagata Zao Onsen na Japonskem predstavila razvoj smučanja v Sloveniji od bloškega smučanja naprej. Leta 1980 je postal vodja vrste in 1983 z njo na Interskiju v tirolskem Sextnu (it. Sesto) predstavil slovensko šolo smučanja in tekmovalnega smučanja. Sodeloval je tudi na poletnih treningih jugoslovanske smučarske reprezentance.
Bil je član strokovnega sveta Smučarske zveze Slovenije in sodelavec katedre za smučanje na VŠTK. Do konca osemdesetih let je tam vodil kadrovske tečaje. V Elanu je več kot dvajset let kot testni  smučar pomagal pri razvoju smuči. V letih 2006–2014 je v seriji člankov v reviji Polet slovenski smučarski stroki očital zastoj. 
Njegov pepel so svojci raztresli z Vršaca nad Trento, kjer je 13. in 14. avgusta 1968 z bratoma Mihelič prvenstveno preplezal Centralno smer v severni steni gore.

## Objave
- Iztok Belehar in Milan Maver: Spet zavoj k bregu - ne, hvala: [priročnik za smučarje]. Ljubljana: Knjižna zadruga, 1995. (COBISS)
- Krešimir Petrovič, Iztok Belehar, Rok Petrovič: Po Rokovih smučinah: alpsko smučanje: Tehnika in metodika. Sarajevo: Agencija za tržišne komunikacije; Celovec: Drava, 1987.